# Gandhinagar
Gandhinagar és la capital de l'estat de Gujarat, a l'Índia. Aquesta ciutat es troba aproximadament a 23km al nord d'Ahmedabad, al punt central oest del corredor industrial entre les ciutats metropolitanes de Delhi i Bombai.
La ciutat té una població de 208,299 habitants.

## Governança i política
Gandhinagar és un centre polític de l'estat de Gujarat, un estat que es va crear Gujarat a partir dels 17 districtes del nord de l'antic estat de Bombai l'1 de maig de 1960. Hi ha 33 districtes administratius a aquest estat.
L'actual alcalde de Gandhinagar és Amit Shah del Partit Bharatiya Janata (BJP).
Gandhinagar també es troba a prop del lloc de comandament oest de l'exèrcit indi i la força aèria índia i també té un centre de comandament a la ciutat. La ciutat ha desenvolupat recentment el centre de gestió de desastres d'emergència de l'estat de Gujarat.

## Transport
La ciutat té un sistema ampli de línies d'autobusos i una línia de metro de 22,8 quilòmetres de llargada. La ciutat també té estacions de tren amb connexions amb Delhi i altres ciutats properes. També té un aeroport situat a Ahmedabad, a 18 quilòmetres de Gandhinagar.